# Bahnhof Tsushima
Der Bahnhof Tsushima (jap. 津島駅, Tsushima-eki) ist ein Bahnhof auf der japanischen Insel Honshū. Er wird von der Bahngesellschaft Meitetsu (Nagoya Tetsudō) betrieben und befindet sich in der Präfektur Aichi auf dem Gebiet der Stadt Tsushima, westlich von Nagoya.

## Verbindungen
Tsushima ist ein Trennungsbahnhof an der Meitetsu Bisai-Linie, die Yatomi mit Ichinomiya verbindet. Von dieser zweigt die in Richtung Nagoya führende Meitetsu Bisai-Linie ab. Beide Strecken gehören zur Bahngesellschaft Meitetsu. Der Fahrplan der Tsushima-Linie ist in jenen der Meitetsu Nagoya-Hauptlinie und des südlichsten Abschnitts der Meitetsu Bisai-Linie integriert. Tagsüber gibt es zwei sich überlappende Zugläufe, einerseits von Kira Yoshida über Chiryū, Meitetsu Nagoya, Sukaguchi und Tsushima nach Yatomi, andererseits von Toyoake über Meitetsu Nagoya, Sukaguchi und Tsushima nach Saya. Zusammen ergeben sie zwischen Sukaguchi und Tsushima einen Viertelstundentakt. Während der Hauptverkehrszeit werden bis zu sieben Züge je Stunde angeboten. Darunter sind vereinzelte Eilzüge der Zuggattung Semi Express, die zwischen Saya und Meitetsu Nagoya mehrere Zwischenbahnhöfe überspringen und weiter nach Toyoake oder zum Flughafen Chūbu verkehren.
Auf der Meitetsu Bisai-Linie zwischen Tsushima und Meitetsu Ichinomiya wird ein Viertelstundentakt angeboten, der über Mittag und spätabends zwischen Tsushima und Morikawa auf einen Halbstundentakt reduziert wird. Im Erdgeschoss des Empfangsgebäudes befindet sich auch ein Busterminal. Von dort aus verkehren ein Dutzend Buslinien der Gesellschaften Meitetsu Bus, Tsushima-shi Fureai Bus und Kaizu-shi Community Bus.

## Anlage
Der Bahnhof steht an der Grenze zwischen den Stadtteilen Nishikimachi im Westen und Fujisatochō im Osten. Westwärts erstreckt sich eine Straße, die zum rund einen Kilometer weit entfernten Tsushima-Schrein führt; der Bereich in Bahnhofsnähe ist eine Einkaufsstraße. Auf der Ostseite ist ein neues Geschäftsviertel entstanden. Die vollständig auf einem Viadukt befindliche Anlage ist von Norden nach Süden ausgerichtet und umfasst zwei Gleise, die beide dem Personenverkehr dienen und Züge mit bis zu acht Wagen aufnehmen können. Sie liegen an einem vollständig überdachten Mittelbahnsteig, der von einer ebenerdigen Verteilerebene aus mittels Treppen und Aufzug erreichbar ist.
An die Westseite des Viadukts angebaut ist ein zweigeschossiges Empfangsgebäude. Es enthielt zu Beginn eine Filiale der zur Meitetsu Group gehörenden Supermarktkette Meitetsu Palais (ursprünglich Meitetsu Store), der jedoch im Jahr 2000 geschlossen wurde; nur die Geschäfte (Convenience Shops) rund um die Fahrkartenschalter im Erdgeschoss sind übrig geblieben. Die nicht mehr genutzten Supermarktflächen werden als Fahrradabstellplatz und gelegentlich für Veranstaltungen genutzt.
Im Fiskaljahr 2019 nutzten durchschnittlich 5903 Fahrgäste täglich den Bahnhof.

## Bilder

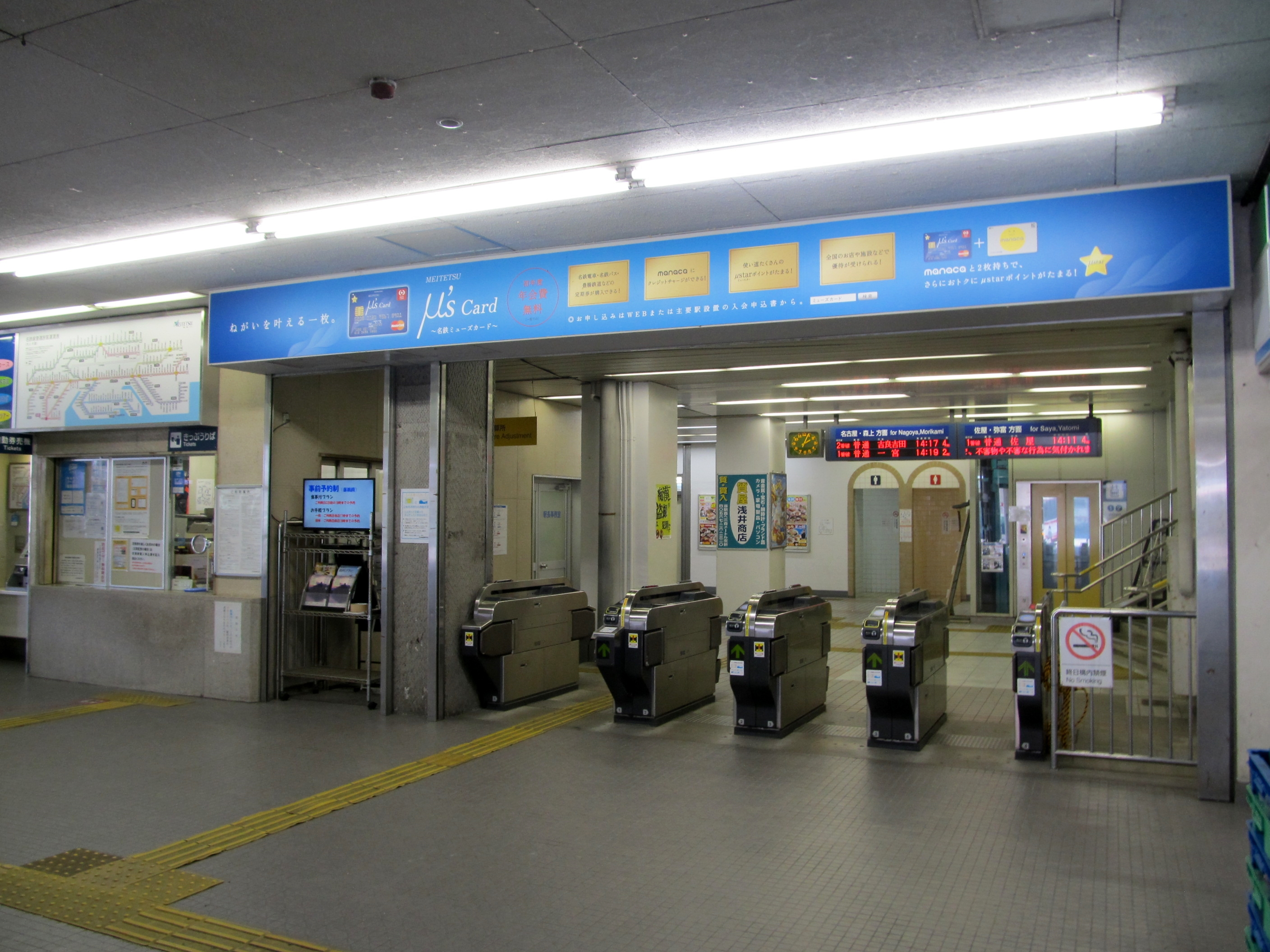
Bahnsteigsperren
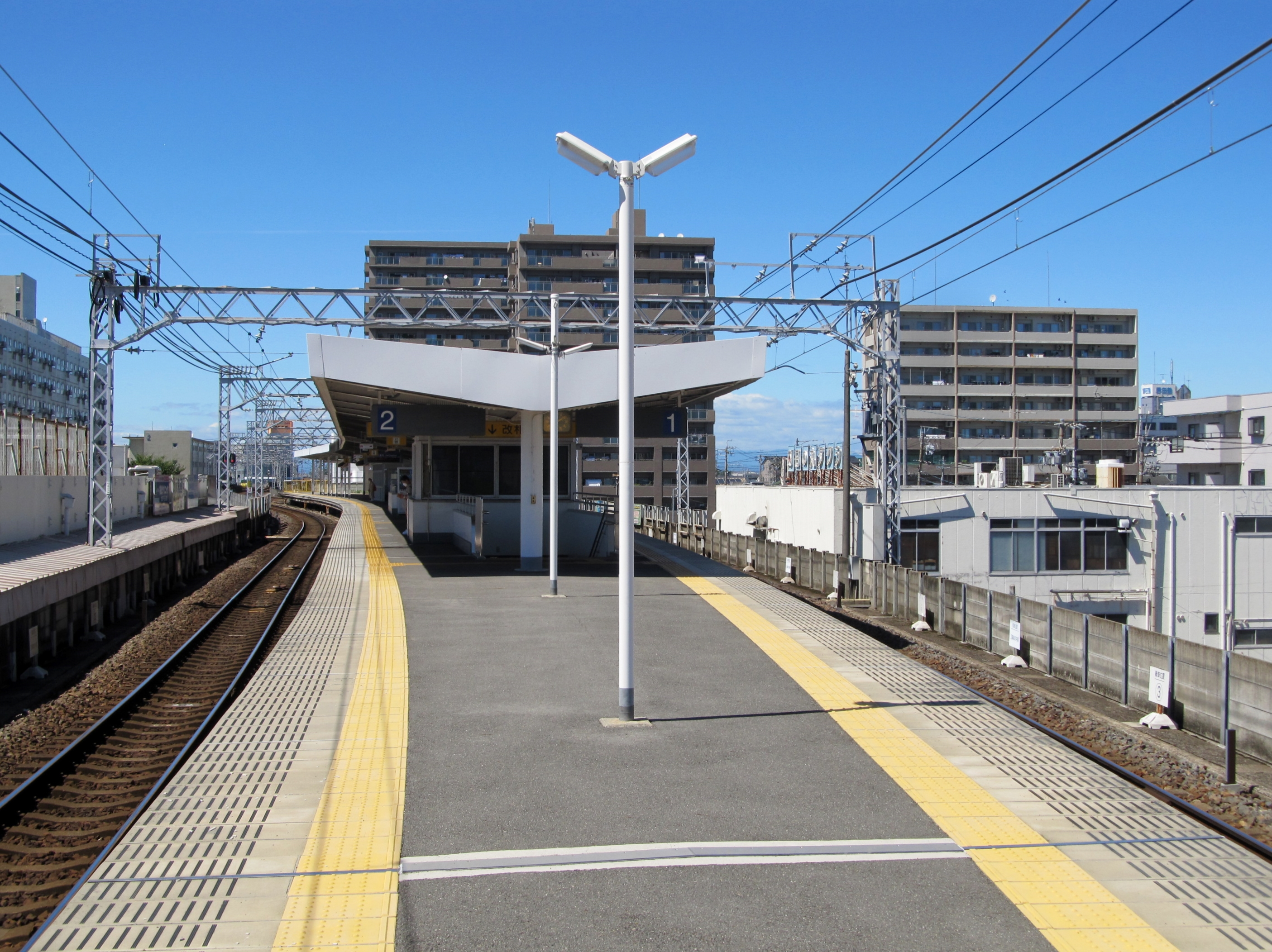
Mittelbahnsteig auf dem Viadukt
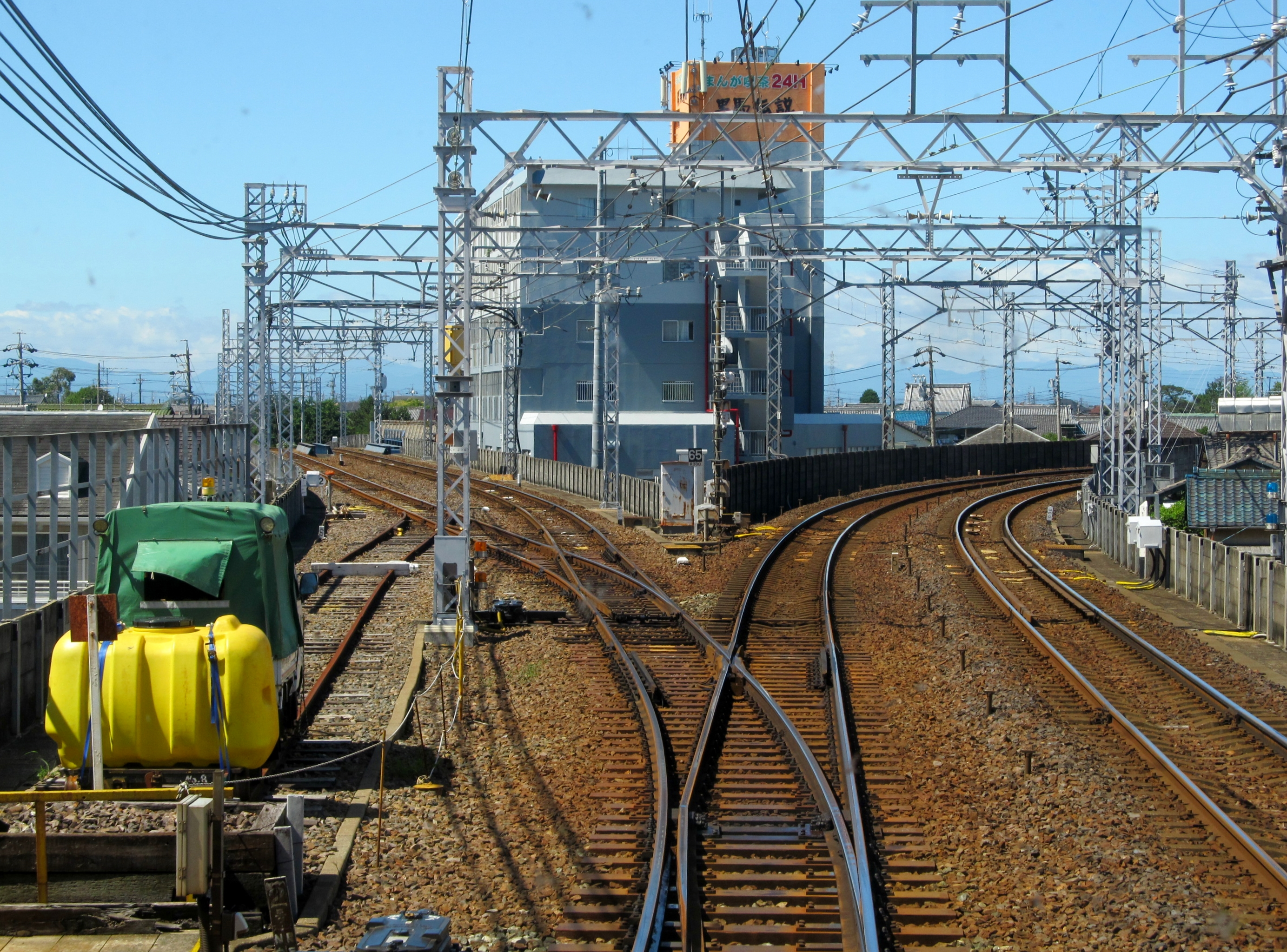
Verzweigung von Bisai-Linie (links) und Tsushima-Linie
Gleisplan vor der Höherlegung (inkl. Depot)
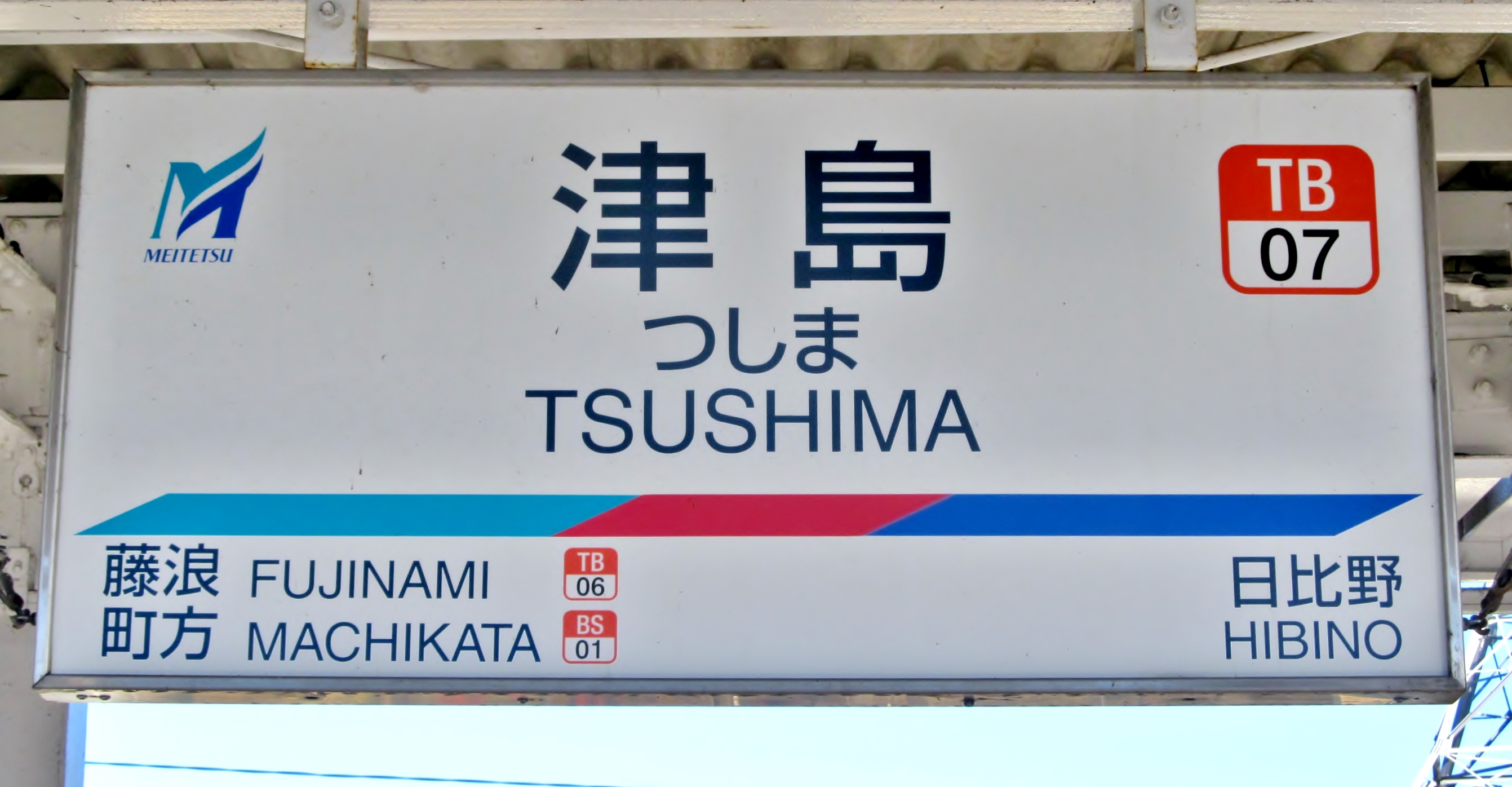
Bahnhofsschild

## Gleise

Gleisplan

| 1 | ▉ Meitetsu Bisai-Linie    | Meitetsu Ichinomiya                                 |
| 1 | ▉ Meitetsu Bisai-Linie    | Saya • Yatomi                                       |
| 2 | ▉ Meitetsu Bisai-Linie    | Meitetsu Ichinomiya                                 |
| 2 | ▉ Meitetsu Tsushima-Linie | Sukaguchi • Meitetsu Nagoya • Chiryū • Kira Yoshida |

## Linien
| Verlauf der Meitetsu Bisai-Linie |
| --- |
| Yatomi • Gonosan • Saya • Hibino • Tsushima • Machikata • Rokuwa • Fuchidaka • Marubuchi • Kami-Marubuchi • Morikami • Yamazaki • Tamano • Hagiwara • Futago • Kariyasuka • Kannonji • Meitetsu Ichinomiya • Nishi-Ichinomiya • Kaimei • Okuchō • Tamanoi |

| Verlauf der Meitetsu Tsushima-Linie                                            |
| ------------------------------------------------------------------------------ |
| Sukaguchi • Jimokuji • Shippō • Kida • Aotsuka • Shobata • Fujinami • Tsushima |

## Geschichte

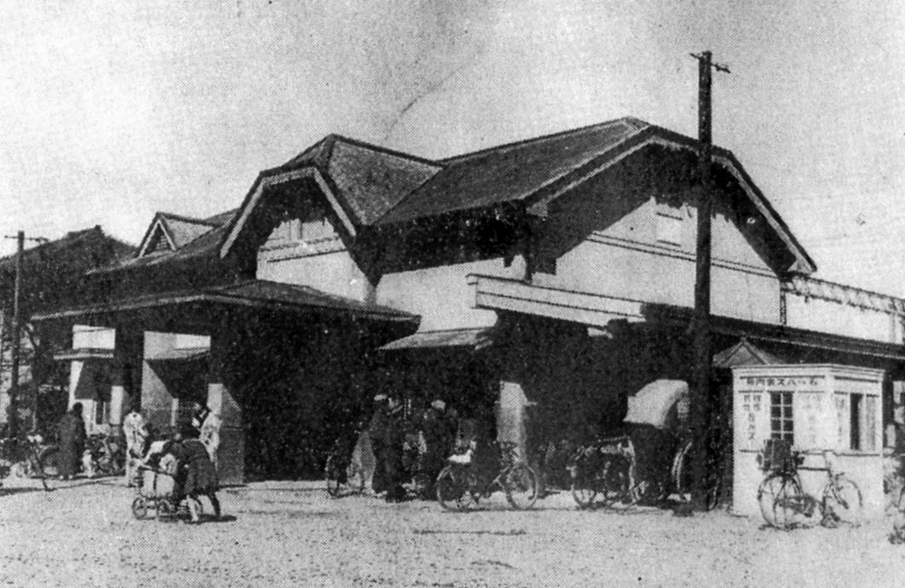
Der Bahnhof im Jahr 1938

Die Bahngesellschaft Bisai Tetsudō eröffnete den Bahnhof am 3. April 1898, zusammen mit dem ersten Abschnitt der Bisai-Linie von Yatomi bis hierher sowie einem Depot. Etwas mehr als zehn Monate lang war Tsushima die nördliche Endstation, bis zur Inbetriebnahme des anschließenden Teilstücks nach Morikami am 17. Februar 1899. Ein Jahr später war die Verbindung nach Ichinomiya fertiggestellt. Um in die Präfekturhauptstadt Nagoya zu gelangen, war ein längerer Umweg über Yatomi erforderlich, wo auf die Kansai-Hauptlinie umgestiegen werden musste. Deshalb gab es bald Bestrebungen zum Bau einer direkter verlaufenden Strecke, was aber jahrelang am Widerstand der einflussreichen Bahngesellschaft Kansai Tetsudō scheiterte. Schließlich erhielt die Nagoya Denki Tetsudō (die Betreiberin der Straßenbahn Nagoya) eine Konzession für eine elektrische Überlandstraßenbahn. Am 23. Januar 1914 nahm sie die Strecke vom Biwajima-Gleisdreieck nach Shin-Tsushima in Betrieb. Dieser Bahnhof lag neben jenem der Bisai Tetsudō, es gab jedoch keine Gleisverbindung dazwischen.
1921 lagerte die Nagoya Denki Tetsudō den Betrieb der Tsushima-Linie und der übrigen Überlandlinien an die Nagoya Tetsudō aus. 1922/23 nahm die Bisai Tetsudō die Elektrifizierung ihrer Strecke vor und passte auch das Depot entsprechend an. 1925 erfolgte ihre Übernahme durch die Nagoya Tetsudō, die ihrerseits 1930 in der Meigi Tetsudō aufging. Der nicht mehr benötigte Bahnhof Shin-Tsushima wurde am 25. Oktober 1931 mit dem Bahnhof Tsushima zusammengelegt. Seit 1935 gehören die Bisai-Linie und die Tsushima-Linie zur Meitetsu. Nachdem diese am 12. Mai 1948 die Oberleitungsspannung von 600 auf 1500 V angehoben hatte, legte sie das Depot still; die dazu gehörenden Gleise blieben aber vorerst als Abstellanlage bestehen. Die Meitetsu stellte am 1. April 1964 den Güterumschlag ein. Im April 1966 begann sie damit, den Bahnhof und Zulaufstrecken mit einer Gesamtlänge von 1,6 km auf einen Viadukt zu verlegen, um sie besser vor den häufig auftretenden Überschwemmungen zu schützen. Die entsprechenden Arbeiten an den Gleisanlagen waren am 3. Mai 1968 abgeschlossen, was auch den Rückbau der früheren Depotgleise nach sich zog. Das neue Empfangsgebäude konnte am 3. September 1968 bezogen werden.